# Skocznia narciarska na Górze Trzykrzyskiej
Skocznia narciarska na Górze Trzykrzyskiej – nieistniejąca obecnie skocznia narciarska położona w Wilnie (obecnie Litwa), wybudowana w okresie międzywojennym. W źródłach funkcjonuje także jako "skocznia na Antokolu" (obecnie dzielnica Antokol nie obejmuje tego terenu). Skocznia należała do AZS Wilno i 6 Pułku Piechoty. Do skoczni przylegał stadion 6 Pułku Piechoty, obecnie stadion w Parku Górnym.

## Opis
Skocznia powstała w 1924 roku na wileńskiej Górze Trzykrzyskiej (112 m n.p.m.). Pierwotnie skocznia umożliwiała skoki 25-metrowe. W 1934 nastąpiła przebudowa obiektu, który zyskał nowoczesną, żelbetonową wieżę najazdową - zaczęto tu skakać do 35 metrów. Otwarcie po przebudowie nastąpiło 27 stycznia 1935 roku, a inauguracyjne zawody wygrał Jan Bochenek z Zakopanego, wyprzedzając Jana Marusarza.  
Obiekt pozwalał oddawać skoki o długości ok. 40 metrów. W rozgrywanych na nim zawodach uczestniczył m.in. Stanisław Marusarz. Skocznia przetrwała II wojnę światową, a w latach 60. XX wieku pokryto ją igelitem. Ostatecznie, decyzją władz sportowych Litewskiej SRR, obiekt rozebrano. Obecnie pozostałością po obiekcie jest kamienny próg oraz zarastający roślinnością wybetonowany zeskok.

## Źródła
- Henryk Mażul, Ptaki w locie naśladując [online], www.tygodnik.lt [dostęp 2015-01-08] (pol.).
- Adrianna Błaszkiewicz, CDG: Wieleńskie narciarstwo [online], www.cgd.com.pl, 23 grudnia 2014 [dostęp 2015-01-08] (pol.).